# بيتر والر
بيتر والر (بالهولندية: Pieter Waller)‏ هو لاعب رماية هولندي، ولد في 5 يناير 1869 في أمستردام في هولندا، وتوفي في 19 يونيو 1938 في Overveen ‏ في هولندا.

## وصلات خارجية
- بيتر والر على موقع أوليمبيديا (الإنجليزية)